# Plameňák Jamesův
Plameňák Jamesův (Phoenicoparrus jamesi) je jihoamerický druh plameňáka. Jeho blízce příbuzným je plameňák andský (P. andinus), s kterým tvoří rod Phoenicoparrus. Je pojmenován po Harrym Jamesi Berkeleyovi.
Dorůstá délky 90–92 cm. Opeření má světle růžové, na hřbetě a kolem krku částečně červené, letky jsou tmavé. Kolem jinak žlutých očí má neopeřenou červenou kůži. Končetiny má cihlově červené a zobák jasně žlutý s černým koncem. Mláďata jsou krátce po vylíhnutí šedá nebo bílá a zbarvení stejné jako dospělci získávají až ve věku 3 nebo 4 let.
Vyskytuje se na slaných i sladkovodních jezerech ve výše položených oblastech And na území Peru, Chile, Bolívie a Argentiny. Až do roku 1956 byl přitom považován za vyhynulého, v současné době, konkrétně od roku 2008, je v Červeném seznamu IUCN zařazen do kategorie téměř ohrožených druhů, a to z důvodu, že byl u jeho globální populace v posledních třech generacích zaznamenán viditelný pokles způsobený především ztrátou přirozeného biotopu.
Živí se planktonem, který stejně jako ostatní druhy plameňáků z vody filtruje pomocí svého speciálně uzpůsobeného zobáku. Pohlavně dospívá až ve věku 6 let a je monogamní. Hnízdí přitom nepravidelně, často i ob rok. V každé snůšce je jen jedno oválné vejce, které samice klade do kuželovitého hnízda z bláta. Na jeho 26-31denní inkubaci se pak podílí střídavě oba rodiče.